# هوارد كيبل
هوارد كيبل هو ملحن ومنتج تلفزيوني كندي، ولد في 15 ديسمبر 1920 في تورونتو في كندا، وتوفي بنفس المكان في 30 مارس 2016 بسبب ذات الرئة.

## وصلات خارجية
- هوارد كيبل على موقع IMDb (الإنجليزية)
- هوارد كيبل على موقع ميوزك برينز (الإنجليزية)
- هوارد كيبل على موقع ديسكوغز (الإنجليزية)